# 韋塞萊 (羅茲克維特市鎮)
47°14′7″N 30°29′30″E / 47.23528°N 30.49167°E
韋塞萊（烏克蘭語：Веселе）是位於烏克蘭西南部的村莊，由敖德萨州贝雷济夫卡区的羅茲克維特市鎮負責管轄。該村始建於1910年，面積1.1平方公里，海拔高度125米，2001年人口127，人口密度每平方公里115.04人。